# Bembras japonica
Bembras japonica är en fiskart som beskrevs av Cuvier 1829. Bembras japonica ingår i släktet Bembras och familjen Bembridae. Inga underarter finns listade.